# Домнин из Фиденцы

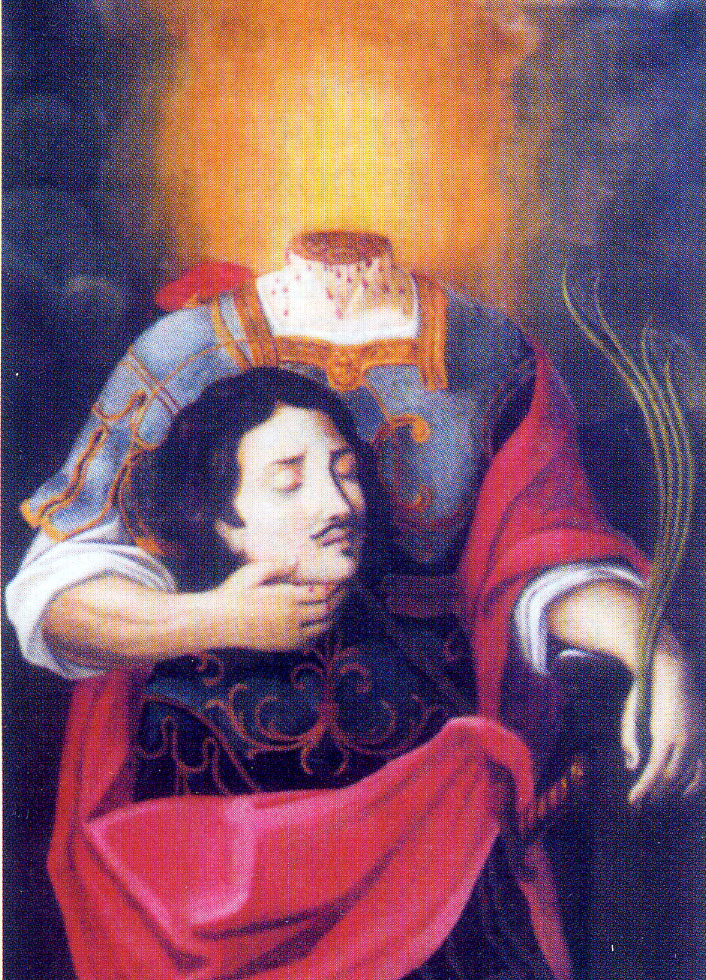
Домнин из Фиденцы

Домнин из Фиденцы (англ. Saint Domninus Fidenza, итал. San Donnino di Fidenza, ум. в 304) — святой Католической церкви. День памяти — 9 октября.
Святой Домнин из Фиденцы, по преданию, был уроженцем Пармы. Он был камергером императора Максимиана и хранителем короны. По обращении в христианство подвергся гневу императора. Преследуемый императорскими силами, он проехал через Пьяченцу, держа крест. Св. Домнин был схвачен и казнен на берегу Стироне, за пределами Фиденцы, или на Эмилиевой дороге (Via Aemilia). По преданию, он подобрал свою усечённую голову и отнёс её туда, где нынче находится собор Сан Доннино (San Donnino).
Его мощи пребывают в соборе Фиденцы.
Святого Домнина изображают в военном одеянии, держащим пальму мученичества. Почитание св. Домнина весьма велико в Северной Италии. К нему обращаются в молитвах при водобоязни.
Св. Домнин считается покровителем Фиденцы.